# Вести Змиевщины
«Ві́сті Зміївщи́ни» (рус. Вести Змиевщи́ны) — районная газета Змиевского района Харьковской области Украины. Выходит дважды в неделю.

## История
Издание начато 7 ноября 1930 года под названием «Правда Зміївщини» как орган Змиевского районного совета и Змиевского районного исполнительного комитета КП(б)У.
В ходе Великой Отечественной войны 22 октября 1941 года Змиёв был оккупирован наступавшими немецкими войсками, в условиях оккупации (продолжавшейся до августа 1943 года) газета не издавалась.
В 1943—1946 годах газета выходила один раз в неделю, в конце 1950-х гг. — трижды в неделю.
Летом 1962 г. переименована в «Будівник комунізму», 21 августа 1990 г. — в «Вісті Зміївщини».
До 2014 г. районный официоз. В связи с изменениями Закона Украины «О печатных средствах массовой информации (прессы) в Украине» Змиевской районный совет выведен из состава учредителей. 28 августа 2018 г. из состава учредителей выведена Змиевская районная государственная администрация. Газета зарегистрирована в качестве ООО «Редакція газети „Вісті Зміївщини“» (Свидетельство о государственной регистрации печатного средства массовой информации ХК № 2220—961 пр от 28.08.2018.

## Главные редакторы
- Александр Дунаевский (1936—1938);
- Александр Лаврик (1943—1949);
- Александр Васильков (1949—1961);
- Андрей Сивокозов (1961—1966, 1970—1978);
- Владимир Динилкин (1966—1970);
- Николай Ашитков (1978—1989);
- Михаил Ковалёв (1989—1998);
- Александр Шамрай (1998—2003);
- и. о. Татьяна Логвина (2003, 2006);
- Лилия Шамрай (2004—2006);
- Виктор Остренок (с 2006)[1].

## Тематика публикаций
Публикует нормативно-правовые акты, документы и объявления местных органов власти, поздравления, некрологи, рекламу. Освещает вопросы образования, сельского хозяйства, медицины, общественно-политические события, экономическую, культурную и духовную жизнь Змиевского района.